# Panicum pycnoclados
Panicum pycnoclados là một loài thực vật có hoa trong họ Hòa thảo. Loài này được Tutin mô tả khoa học đầu tiên năm 1934.